# Oberoende småbrukarpartiet
Oberoende småbrukarpartiet (ungerska: Független Kisgazdapárt, FKGP) är ett ungerskt nationalkonservativt, nationalistiskt och agrarianistiskt politiskt parti. Partiet bildades 1908. I de första valen efter andra världskriget vann partiet en överväldigande majoritet i Ungerns parlament; i det relativt fria valet i november 1944 vann partiet 57 procent av rösterna mot kommunisternas 17 procent. Efter att konstitution förändrades i Ungern 1947 och folkrepubliken utropades upphörde partiets verksamhet som egen och uppgick i Oberoende folkfronten 1949. Partiet återbildades igen 1988 och saknar representation i Ungerns parlament.